# Martirio di san Lorenzo (Guercino)
Il Martirio di san Lorenzo è una pala d'altare a olio su tela realizzata dal Guercino nel 1628 e conservata nella Cattedrale di San Giorgio a Ferrara.

## Storia
Nella Felsina pittrice, Carlo Cesare Malvasia riporta che nel 1629 il Guercino realizzò "un s. Lorenzo sulla graticola per l'eminetiss. Magalotti da riporre in una sua cappella a Roma". Tuttavia, dato che il libro dei conti tenuto scrupolosamente da Antonio Barbieri, fratello dell'artista, riporta solo il pagamento di due medaglie d'oro per un ritocco il 28 luglio 1637 (meno di due mesi dalla morte del cardinale), Denis Mahon ha ipotizzato che la pala sia stata realizzata e pagata entro il 1628 e non, come affermato da Malvasia, nel 1629.
Questo spiegherebbe anche come mai il dipinto non giunse mai a Roma, dato che nel maggio 1628 Magalotti fu nominato vescovo di Ferrara (la diocesi da cui Cento dipendeva) e la pala fu quindi portata al palazzo vescovile, ove rimase per almeno nove anni. Girolamo Baruffaldi riporta infatti che "il detto quadro si conservò compiuto nelle stanza del palazzo vescovile lungo tempo per l'improvvisa morte di quel cardinale, fintanto che dagli eredi suoi [...] fu collocato a suo luogo", nella cattedrale di Ferrara.
Magalotti era uno stretto collaboratore di Urbano VIII, a cui era legato anche da vincoli familiari, e, come è stato osservato, "la committenza al Guercino di quel dipinto da parte di una simile personalità è indizio quindi del riconoscimento della validità del suo linguaggio artistico rispetto alla nuova ideologia cristiana promossa dal Papa e perseguita dalla sua cerchia".